# Antoinette de Weck-de Boccard
Antoinette Marie-Elisabeth de Weck-de Boccard (* 15. Juli 1868 in Freiburg i. Üe.; † 11. Juli 1956 in Lausanne) war eine Schweizer Malerin und Illustratorin.

## Leben
Antoinette de Boccard war die Tochter des Alphonse de Boccard (1837–1916) und der Henriette, geborene de Buman (1843–1928). Ihr Bruder war der nach Argentinien ausgewanderte Entdecker, Fotograf und Farmer Louis de Boccard (1866–1956), mit dem sie ihr ganzes Leben im engen Kontakt war.
1898 heiratete Antoinette Eugène de Weck. Sie bildete sich zuerst beim Freiburger Historien- und Portraitmaler Joseph Reichlen aus. Anschliessend setzte sie ihr Studium an der Pariser Académie Julian bei den Orientalisten Jean-Joseph Benjamin-Constant und Jean-Pierre Laurens fort.
Das Werk der Malerin besteht in erster Linie aus Porträts. Es sind Bleistift- und Pastellzeichnungen sowie Ölgemälde. Zudem illustrierte sie Bücher von Hélène de Diesbach und von Gertrud Villiger-Keller. Ihre Arbeiten zeigte sie am Salon des Amis des Beaux-Arts de Fribourg. De Weck-Boccard war 1913 bis 1956 Mitglied der Schweizerischen Gesellschaft bildender Künstlerinnen.